# Goniothalamus tripetalus
Goniothalamus tripetalus este o specie de plante din genul Goniothalamus, familia Annonaceae. A fost descrisă pentru prima dată de Jean-Baptiste de Lamarck, și a primit numele actual de la Jan Frederik Veldkamp och Richard M.K. Saunders. Conform Catalogue of Life specia Goniothalamus tripetalus nu are subspecii cunoscute.